# Źródło Nowe

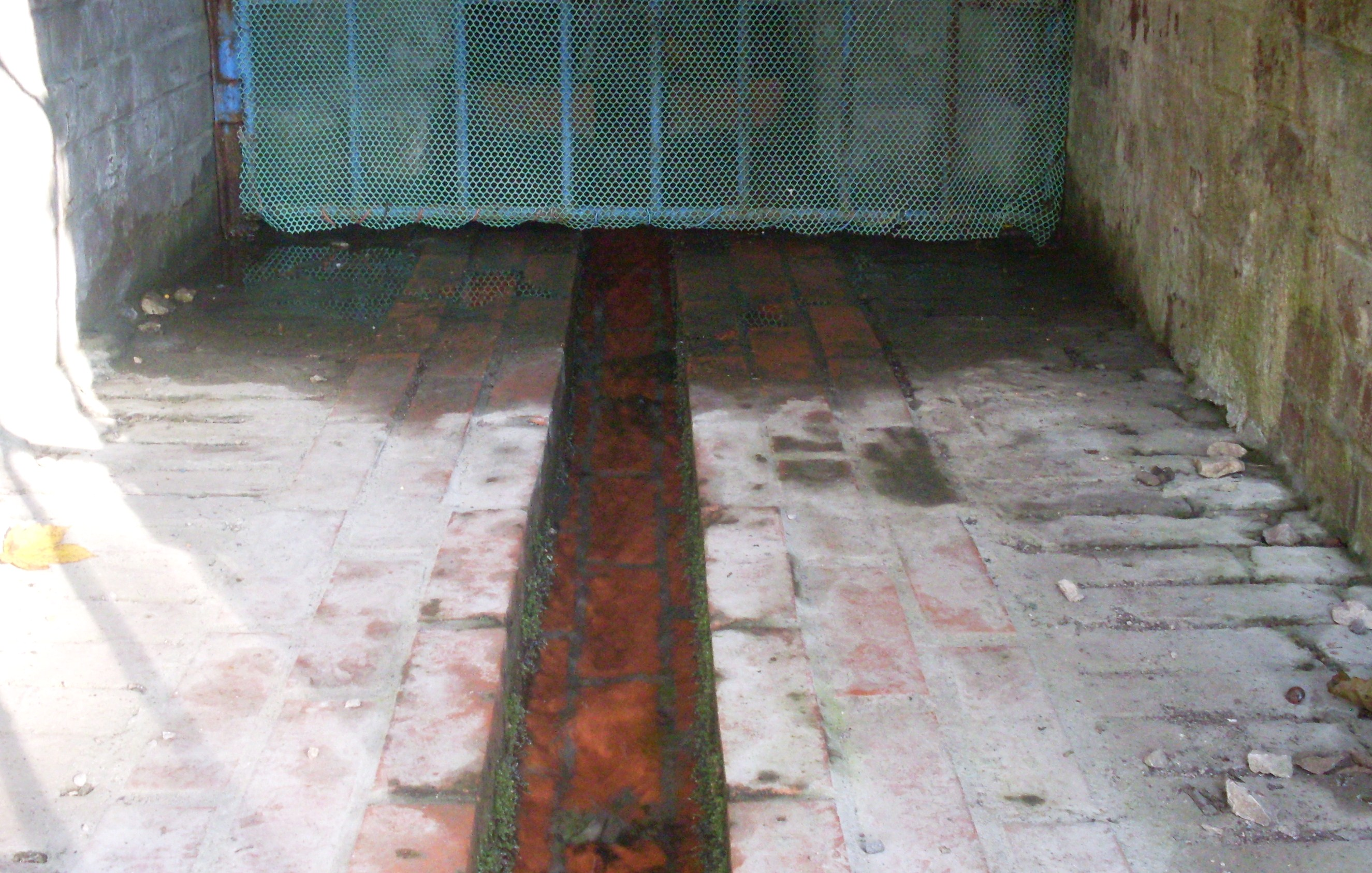
Główny wylot źródła Nowego

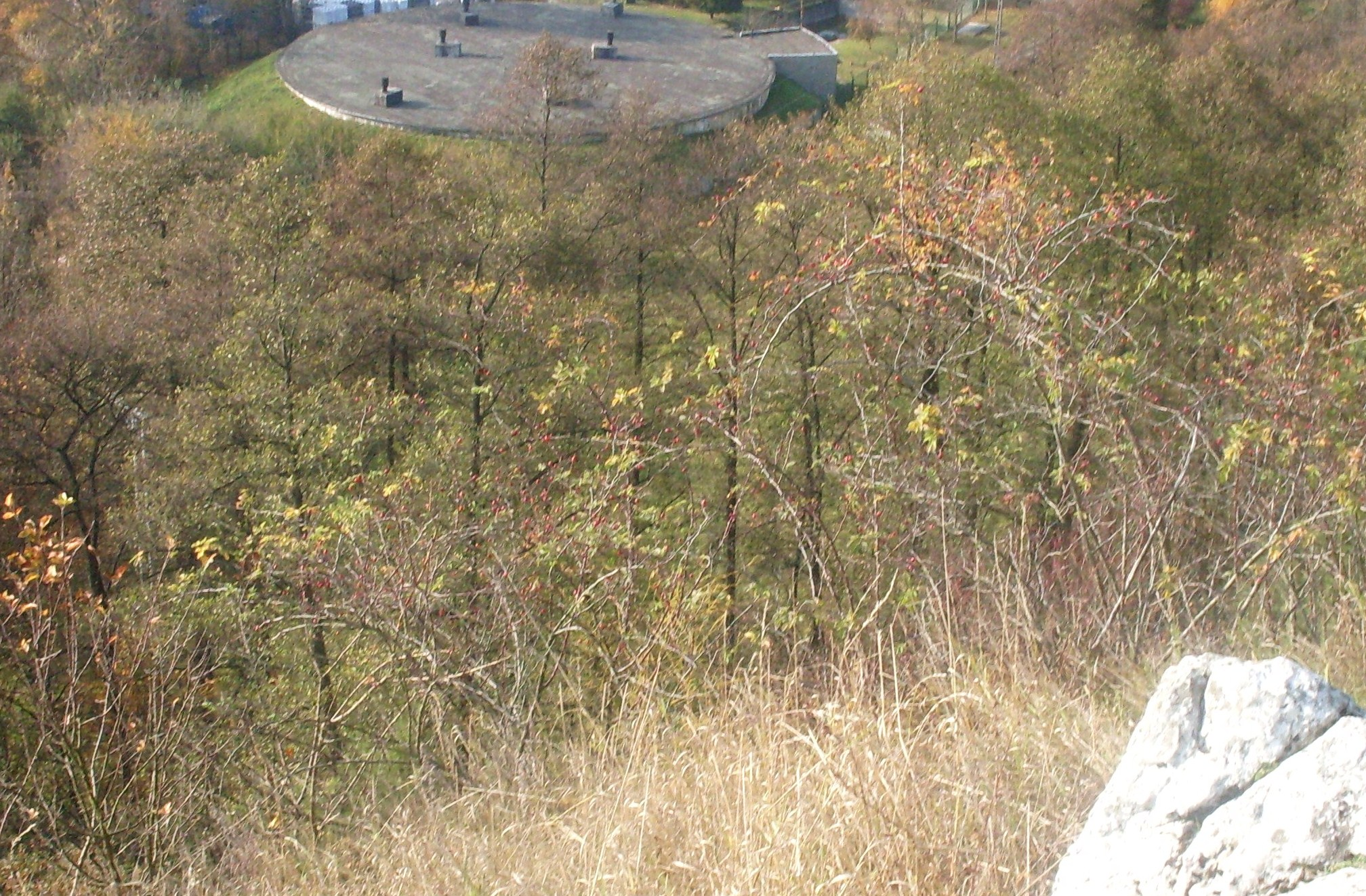
Zbiornik wody ze źródła

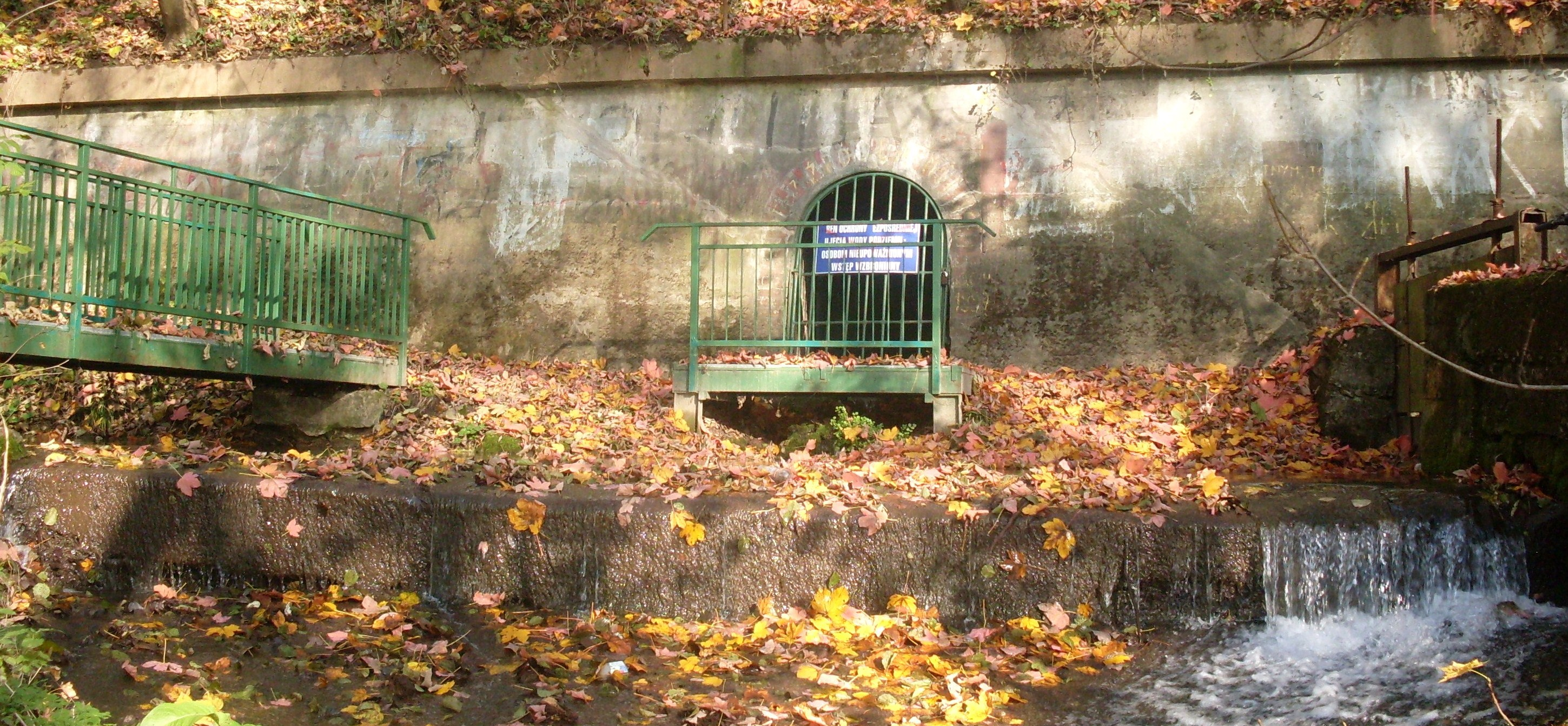
Okolice źródła i Krzeszówka

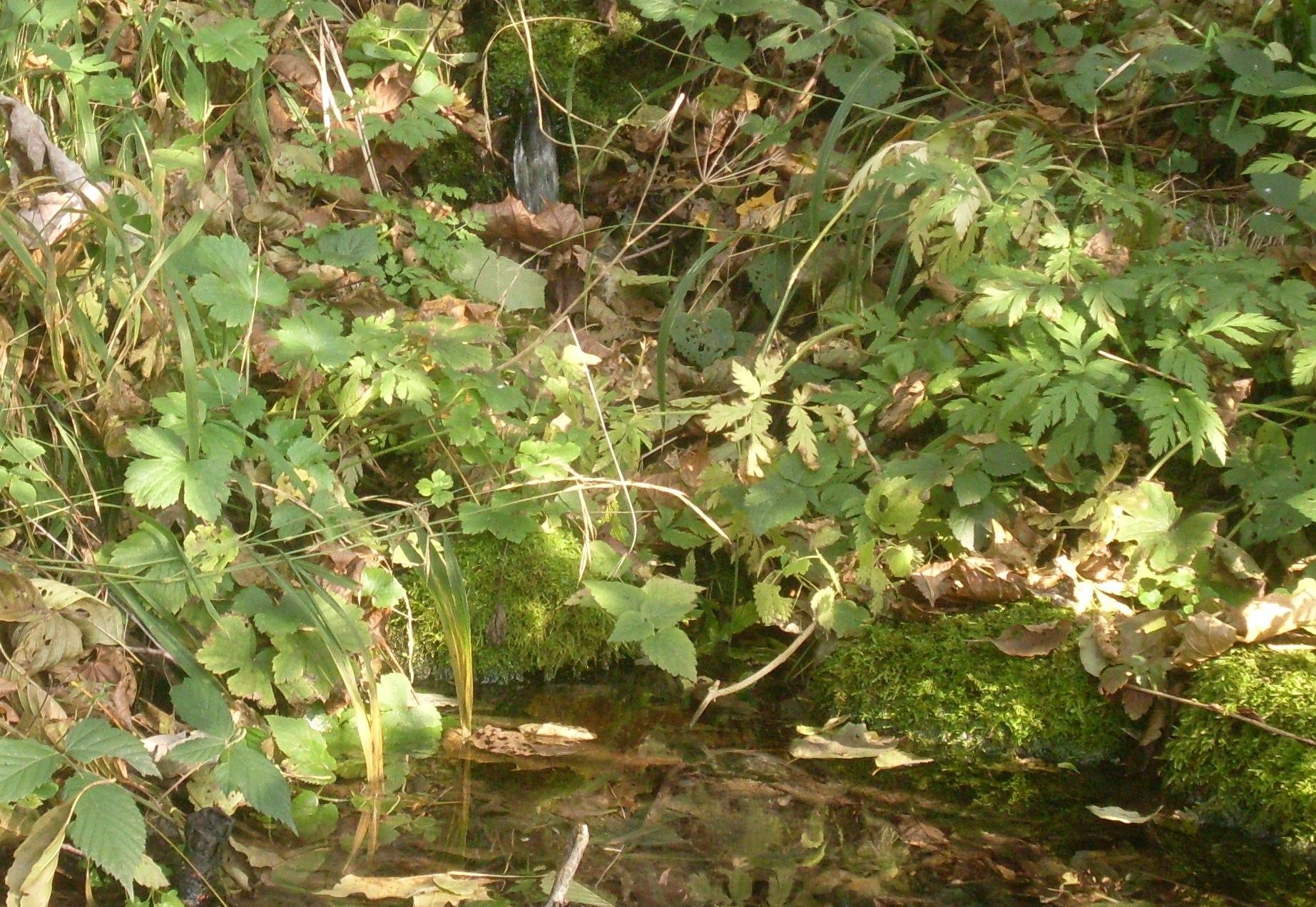
Jeden z bocznych wypływów źródła

Źródło Nowe – źródło znajdujące się na Wyżynie Olkuskiej, na terenie krzeszowickiego osiedla Czatkowice Dolne, koło bocznicy kolejowej do kamieniołomu wapienia Czatkowice w Dolinie Krzeszówki.
Jest to obfite szczelinowe źródło krasowe  o przepływie 60 l/s. Dawniej woda z miejscowych źródeł zasilała Pałac Potockich w Krzeszowicach, teraz zaopatruje Krzeszowice i okoliczne wsi. Część wody była wykorzystywana przez prywatną rozlewnię wody Eden, pobierającą wodę w ilości mniejszej niż 670 m³ na dobę.